# Liga Premier de Azerbaiyán 2018-19
La Premier League de Azerbaiyán 2018-19 fue la 27.ª temporada de la Premier League de Azerbaiyán. La temporada comenzó el 11 de agosto de 2018 y finalizó el 11 de mayo de 2019. Qarabağ es el campeón defensor.
Los  ganadores de la liga en esta temporada ganaran un lugar en la primera ronda de clasificación de la Liga de Campeones de la UEFA 2019-20, y el segundo y tercer clasificado ganarán un lugar en la primera ronda de clasificación. de la Liga Europa de la UEFA 2019-20.

## Formato
Los ocho equipos participantes jugaran entre sí todos contra todos cuatro veces totalizando 28 partidos cada uno, al término de la fecha 28 el primer clasificado obtendrá un cupo para la primera ronda de la Liga de Campeones 2019-20, mientras que el segundo y tercer clasificado obtendrán un cupo para la primera ronda de la Liga Europa 2019-20; por otro lado el último clasificado desciende a la Primera División de Azerbaiyán 2019-20.
Un tercer cupo para la primera ronda de la Liga Europa 2019-20 es asignado al campeón de la Copa de Azerbaiyán.

## Equipos participantes
| Equipo      | Ciudad   | Estadio                            | Capacidad |
| ----------- | -------- | ---------------------------------- | --------- |
| Gabala FK   | Qabala   | Gabala City Stadium                | 2.000     |
| Keshla FK   | Bakú     | Inter Arena                        | 8.125     |
| Neftçi Baku | Bakú     | Bakcell Arena                      | 11.000    |
| Qarabağ FK  | Bakú     | Azersun Arena                      | 5.800     |
| Sabah FK    | Bakú     | Alinja Arena                       | 13.000    |
| Səbail FK   | Səbail   | Bayil Stadium                      | 5.000     |
| Sumgayit FK | Sumqayit | Kapital Bank Arena                 | 1.500     |
| Zira FK     | Bakú     | Zira Olympic Sport Complex Stadium | 1.500     |

## Tabla de posiciones
| Pos. | Equipo      | Pts. | PJ | G  | E | P  | GF | GC | Dif. | Clasificación 2019–20                 |
| ---- | ----------- | ---- | -- | -- | - | -- | -- | -- | ---- | ------------------------------------- |
| 1    | Qarabağ (C) | 66   | 28 | 20 | 6 | 2  | 65 | 21 | +44  | Primera ronda de la Liga de Campeones |
| 2    | Neftçi Baku | 58   | 28 | 17 | 7 | 4  | 52 | 26 | +26  | Primera ronda de la Liga Europa       |
| 3    | Sabail      | 41   | 28 | 12 | 5 | 11 | 34 | 37 | −3   | Primera ronda de la Liga Europa       |
| 4    | Gabala      | 36   | 28 | 9  | 9 | 10 | 31 | 33 | −2   | Segunda ronda de la Liga Europa       |
| 5    | Zira        | 31   | 28 | 8  | 7 | 13 | 30 | 40 | −10  |                                       |
| 6    | Sumgayit    | 29   | 28 | 8  | 5 | 15 | 24 | 42 | −18  |                                       |
| 7    | Sabah       | 27   | 28 | 7  | 6 | 15 | 17 | 40 | −23  |                                       |
| 8    | Keshla      | 23   | 28 | 6  | 5 | 17 | 29 | 45 | −16  |                                       |

Actualizado a los partidos jugados el 11 de mayo de 2019.
 Fuente: Soccerway
Notas:
1. ↑  Tras ganar la Copa de Azerbaiyán el Gabala recibe un cupo para la Segunda ronda de la Liga Europa 2019-20.

## Tabla de resultados cruzados
Los clubes jugarán entre sí en cuatro ocasiones para un total de 28 partidos cada uno.
| Local \ Visitante | GAB | KES | NEF | QAR | SAB | SEB | SUM | ZIR |
| ----------------- | --- | --- | --- | --- | --- | --- | --- | --- |
| Gabala            | —   | 1–1 | 3–1 | 1–3 | 2–1 | 3–0 | 1–1 | 0–0 |
| Inter Baku        | 1–2 | —   | 0–1 | 1–1 | 0–1 | 1–2 | 1–2 | 1–0 |
| Neftçi Baku       | 2–1 | 2–0 | —   | 3–1 | 2–0 | 4–0 | 0–0 | 2–2 |
| Qarabağ           | 4–1 | 5–1 | 1–1 | —   | 1–1 | 0–3 | 2–0 | 3–2 |
| Sabah             | 1–0 | 1–2 | 1–2 | 0–2 | —   | 0–4 | 1–4 | 2–1 |
| Sabail            | 0–0 | 2–1 | 0–2 | 0–2 | 0–0 | —   | 2–0 | 3–0 |
| Sumgayit          | 2–2 | 1–4 | 0–2 | 0–2 | 0–1 | 1–0 | —   | 1–0 |
| Zira              | 1–0 | 2–2 | 1–2 | 0–6 | 0–2 | 0–0 | 3–1 | —   |

| Local \ Visitante | GAB | KES | NEF | QAR | SAB | SEB | SUM | ZIR |
| ----------------- | --- | --- | --- | --- | --- | --- | --- | --- |
| Gabala            | —   | 0–0 | 1–3 | 1–2 | 0–0 | 2–1 | 1–0 | 2–1 |
| Inter Baku        | 1–2 | —   | 0–1 | 0–1 | 3–0 | 0–3 | 2–1 | 1–3 |
| Neftçi Baku       | 1–1 | 2–0 | —   | 2–3 | 3–0 | 1–2 | 2–3 | 4–2 |
| Qarabağ           | 2–1 | 3–0 | 1–1 | —   | 3–0 | 4–0 | 2–0 | 0–0 |
| Sabah             | 0–1 | 1–1 | 0–2 | 1–1 | —   | 3–1 | 1–1 | 0–3 |
| Sabail            | 2–1 | 1–4 | 2–2 | 1–2 | 1–0 | —   | 0–0 | 0–2 |
| Sumgayit          | 1–0 | 2–1 | 1–2 | 0–6 | 1–0 | 1–2 | —   | 0–1 |
| Zira              | 1–1 | 2–0 | 0–0 | 0–3 | 0–2 | 1–2 | 2–0 | —   |

| 1. |

## Goleadores
| Pos. | Jugador                | Club        | Goles |
| ---- | ---------------------- | ----------- | ----- |
| 1    | Mahir Madatov          | Qarabağ     | 16    |
| 2    | Bagaliy Dabo           | Neftçi Baku | 14    |
| 3    | James Adeniyi          | Gabala      | 10    |
| 4    | Marko Dević            | Sabah       | 8     |
| 4    | Filip Ozobić           | Qarabağ     | 8     |
| 6    | Mirabdulla Abbasov     | Neftçi Baku | 7     |
| 6    | Emin Mahmudov          | Neftçi Baku | 7     |
| 6    | Dani Quintana          | Qarabağ     | 7     |
| 6    | Abdellah Zoubir        | Qarabağ     | 7     |
| 10   | Steeven Joseph-Monrose | Gabala      | 6     |
| 10   | Julio Rodríguez        | Zira        | 6     |